# Van Johnson
Charles Van Johnson, más conocido como Van Johnson (Newport, Rhode Island, 25 de agosto de 1916 - Nyack, Nueva York, 12 de diciembre de 2008) fue una estrella de cine, y más tarde bailarín y personaje popular de la televisión estadounidense.

## Trayectoria
Johnson comenzó trabajando en Broadway, especialmente en obras comerciales como uno de los miembros del coro. Su debut en Hollywood se produjo asimismo como corista de una adaptación para el cine de una obra teatral en la que Johnson había trabajado. 
A partir de 1942, cuando firmó un contrato con la Metro Goldwyn Mayer, comienza su momento de mayor esplendor: trabaja especialmente en películas musicales y dramas bélicos, destacando entre otros La comedia humana de Clarence Brown, Madame Curie de Mervyn LeRoy, Dos en el cielo de Victor Fleming, 30 segundos sobre Tokio también de Mervin Leroy, Dos chicas y un marinero de Richard Thorpe, Las rocas blancas, nuevamente con la dirección de Clarence Brown, Juego de pasiones de Richard Thorpe, Sublime decisión (Command Decision, 1948) de Sam Wood, El estado de la Unión de Frank Capra y Fuego en la nieve de William Wellman. 
Durante la década de 1950, la calidad de las películas en las que interviene no mengua y continúa protagonizando películas de grandes directores, como Brigadoon de Vincente Minnelli, El motín del Caine de Edward Dmytryk, La última vez que vi París de Richard Brooks, A 23 pasos de Baker Street de Henry Hathaway y Beyond This Place (El secreto de Ushaw 52) de Jack Cardiff, entre otras. 
A partir de la década de 1960, su estrella en el cine comienza a decaer y se incrementan sus trabajos para televisión en series de éxito como El virginiano, Hombre rico, hombre pobre, Se ha escrito un crimen o Batman (episodios 39 y 40, en el papel del villano El Trovador). También aparecería en el spaguetti western La muerte de un presidente. 
Su última aparición en el cine fue en 1985, en la película de Woody Allen La rosa púrpura del Cairo.
En el año 1969 participó en España en la película El largo día del águila, del italiano Enzo G. Castellari.